# Сюй Цзі
Сюй Цзі (кит.: 徐玑; 1162–1214) — китайський поет часів династії Південна Сун.

## Життєпис
Походив з роду сановників і літераторів. Був нащадком відомої поетеси Сюй Хуей, що мешкала на початку династії Тан. Третій син Сюй Діна, префекта Чаочжоу. Народився 1162 року у м. Юнцзя. Здобув гарну освіту, але невідомо про його участь в імператорських іспитах. Спочатку був помічником батька, потім очолював повіт Лунсі, округи Цзяньань і Юнчжоу, де уславився чесністю та боротьбою з хабарництвом.

## Творчість
Виступав проти класичних догм ци, які уособлювала Цзянсійська поетична школа. Заснував об'єднання «Четверо одухотворених» («Си лин») або «Четверо божественних з Юнцзя» (Юнцзя Силін). Стояв біля витоків жанру саньцюй.
В його доробку збірки віршів «Цюаньшань» (на тепер втрачено), «Юнцзя» (збереглися окремі вірші) і Вейтін (164 вірші), де відкинуто традиційні штампи у пошуках найкращої форми, надано перевагу п'ятислівним люйші.